# Eunidia mussardi
Eunidia mussardi là một loài bọ cánh cứng trong họ Cerambycidae.